# Субьета, Махин
Махин Субьета Вильегас (исп. Magin Zubieta Villegas, годы жизни неизвестны) — боливийский шахматист.
Чемпион Боливии 1954 г. (разделил 1—2 места с С. Умересом и обошел его по дополнительным показателям). Вице-чемпион Боливии 1956 г.
В составе сборной Боливии участник шахматной олимпиады 1960 г.
Участник международного турнира в Монтевидео (1956 г.).

## Спортивные результаты
| Год  | Город      | Соревнование                                    | + | −  | = | Результат     | Место |
| ---- | ---------- | ----------------------------------------------- | - | -- | - | ------------- | ----- |
| 1954 |            | Чемпионат Боливии                               |   |    |   | 10 из 13      | 1—2   |
| 1956 | Монтевидео | Международный турнир                            | 0 | 8  | 3 | 1½ из 11      | 12    |
|      |            | Матч с С. Умересом (на звание чемпиона Боливии) |   |    |   | Матч проигран |       |
| 1960 | Лейпциг    | XIV Олимпиада (сборная Боливии, 2-я доска)      | 5 | 11 | 4 | 7 из 20       |       |